# Al-Karkh Sports Club
L'Al-Karkh Sports Club è una società calcistica irachena con sede a Baghdad, nella metà occidentale chiamata Karkh. Milita nella Stars League, la massima serie del campionato iracheno di calcio.

## Storia
La sezione calcistica del club fu fondata nel 1963, ma, per quanto riguarda gli altri sport, già verso la fine degli anni '40 si era formato l'Al-Mansour Club, vincitore del torneo Adhamiya nel 1958, che nel 1974 diventò parte della società.
L'Al-Karkh non riuscì a raggiungere la prima serie irachena per 27 anni, quando, il 18 agosto del 1990, il Comitato Olimpico iracheno ha deciso di sciogliere l'Al-Rasheed Sports Club fondato da 'Uday Saddam e militante in Stars League. Dato che il primogenito di Saddam Hussein aveva scelto come sede del club lo stadio dell'Al-Karkh, quest'ultimo acquisì tutte le proprietà e rimpiazzo l'Al-Rasheed in prima serie.
Nella stagione 1995-1996 furono invitati a partecipare all'IFA Shield indiano, nel quale raggiunsero la finale. La prima retrocessione del club arrivò l'anno dopo, con la squadra che finì 14ª. Tuttavia ottenne la promozione già la stagione successiva. Ma, nel 2006, ritornò in Premier Division. Vi rimase fino al 2009, quando vinse la lega e tornò in Stars League. Dopo tre stagioni scendono di nuovo nel secondo campionato, per poi risalire subito laureandosi campioni della Premier Division. Nel 2017 retrocedono ancora, ma nel 2018 ritornano in Prima Lega trionfando nella divisione. Nel 2022 arriva il primo importante successo: vincono la Coppa d'Iraq, 2-1 contro l'Al-Kahrabaa. Tuttavia non riescono a trionfare in Supercoppa.

## Cronistoria
| Cronistoria dell'Al-Karkh SC |
| --- |
| - 1963 - Fondazione dell'Al-Karkh Sports Club. - 1990 - L'Al-Karkh prende il posto dell'Al-Rasheed Sports Club in Stars League a seguito del suo fallimento. - 1990-1991 - 4º in Stars League. Semifinale di Coppa d'Iraq. - 1991-1992 - 3º in Stars League. Primo turno di Coppa d'Iraq. - 1992-1993 - 6º in Stars League. Ottavi di finale di Coppa d'Iraq. - 1993-1994 - 14º in Stars League. - 1994-1995 - 7º in Stars League. Ottavi di finale di Coppa d'Iraq. - 1995-1996 - 7º in Stars League. Finale di IFA Shield. - 1996-1997 - 14º in Stars League. Retrocesso in Premier Division. Ottavi di finale di Coppa d'Iraq. - 1997-1998 - ? in Premier Division. Promosso in Stars League. Sedicesimi di finale di Coppa d'Iraq. - 1998-1999 - 6º in Stars League. Sedicesimi di finale di Coppa d'Iraq. - 1999-2000 - 6º in Stars League. Semifinale di Coppa d'Iraq. - 2000-2001 - 7º in Stars League. - 2001-2002 - 8º in Stars League. Quarti di finale di Coppa d'Iraq. - 2002-2003 - 9º in Stars League. Sedicesimi di Coppa d'Iraq. - 2003-2004 - 3º nel Gruppo Centrale 1 della fase a gironi della Stars League. - 2004-2005 - 3º nel Gruppo Centrale della fase a gironi della Stars League. 3º nel Gruppo 1 della Fase Élite. - 2005-2006 - 6º nel Gruppo Centrale 2 della Stars League. Retrocesso in Premier Division. - 2006-2007 - ? in Premier Division. - 2007-2008 - ? in Premier Division. - 2008-2009 - Vince la Premier Division. Promosso in Stars League. - 2009-2010 - 11º nel Gruppo Sud della fase a gironi della Stars League. - 2010-2011 - 5º nel Gruppo Nord della fase a gironi della Stars League. - 2011-2012 - 17º in Stars League. Retrocesso in Premier Division. - 2012-2013 - 1º nel Gruppo 2 della fase a gironi della Premier Division. Vince la Premier Division (1º titolo). Promosso in Stars League. Sedicesimi di finale di Coppa d'Iraq. - 2013-2014 - 12º in Stars League. - 2014-2015 - 5º nel Gruppo 1 della fase a gironi della Stars League. - 2015-2016 - 8º nel Gruppo 1 della fase a gironi della Stars League. Quarti di finale di Coppa d'Iraq. - 2016-2017 - 19º in Stars League. Retrocesso in Premier Division. Sedicesimi di finale di Coppa d'Iraq. - 2017-2018 - 1º nel Gruppo 2 della Premier Division. Vince la Premier Division (2º titolo). Promosso in Stars League. - 2018-2019 - 6º in Stars League. Ottavi di finale di Coppa d'Iraq. - 2019-2020 - 13º nella classifica abbandonata di Stars League. Non partecipante alla classifica ripresa. Sedicesimi di finale di Coppa d'Iraq. - 2020-2021 - 10º in Stars League. Semifinale di Coppa d'Iraq. - 2021-2022 - 14º in Stars League. Vince la Coppa d'Iraq (1º titolo). - 2022-2023 - 12º in Stars League. Semifinale di Coppa d'Iraq. - 2023-2024 - 15º in Stars League. Ottavi di finale di Coppa d'Iraq. |

## Colori e simboli
I colori sociali dell'Al-Karkh sono il giallo e nero, che erano in precedenza anche quelli dell'Al-Rasheed fondato da 'Uday Saddam. La prima maglia è gialla, spesso con tratti neri; la divisa in trasferta, invece, è stata sia nera che blu (quest'ultimo colore però più raramente). Il soprannome del club è Al-Ghawassa Al-Safraa, letteralmente "i sottomarini gialli".

## Strutture

### Stadio
Originariamente chiamato "Al-Mansour Local Administration Stadium", nel 1984 è diventato "Al-Rasheed Stadium" con il passaggio alla squadra di 'Uday. Nel 1990, dopo lo scioglimento di questa, è diventato "Al-Karkh Stadium".
L'impianto sportivo, situato in Al-Mansur Street, ha un campo in erba e può contenere 5150 spettatori. È stato ristrutturato nel 2004 e successivamente nel 2017.
Nel giugno del 2020, dopo la scomparsa dell'ex giocatore dell'Al-Rasheed e della nazionale irachena Ahmed Radhi, lo stadio è stato rinominato "Stadio Al-Saher Ahmed Radhi".

## Allenatori e presidenti

### Allenatori
- 2017-2020  Karim Salman
- 2020-2021  Ahmad Abdul-Jabar
- 2021  Razzaq Farhan
- 2021-2022  Hassan Ahmad
- 2022-2024  Ahmad Abdul-Jabar
- 2024-  Haitham Shaaban

### Presidenti
- 2003-2023  Sharar Haidar
- 2023-  Kareem Hammadi

## Palmarès

### Competizioni nazionali
- Iraqi Premier Division League: 2

2012-2013, 2017-2018
- Coppa d'Iraq: 1

2021-2022

### Altri piazzamenti

#### Competizioni nazionali
- Supercoppa d'Iraq: finale

2022

#### Competizioni internazionali
- IFA Shield: finale

1995-1996

## Organico

### Rosa 2024-2025
Rosa e numerazione aggiornate al 29 luglio 2024.
| N. |                    | Ruolo | Calciatore               |
| -- | ------------------ | ----- | ------------------------ |
| 1  | Iraq (bandiera)    | P     | Abid Salim               |
| 2  | Togo (bandiera)    | D     | Wilson Akakpo            |
| 3  | Brasile (bandiera) | D     | Caio Acaraú              |
| 4  | Brasile (bandiera) | D     | Omar Noori               |
| 6  | Camerun (bandiera) | C     | Eugène Talla             |
| 9  | Iraq (bandiera)    | A     | Jaafar Obeis             |
| 11 | Iraq (bandiera)    | A     | Suhaib Raad              |
| 13 | Egitto (bandiera)  | C     | Saleh Gomaa              |
| 14 | Ghana (bandiera)   | A     | Cosmos Dauda             |
| 15 | Iraq (bandiera)    | D     | Hassan Mohammed          |
| 22 | Iraq (bandiera)    | P     | Hussein Hasan            |
| 25 | Iraq (bandiera)    | A     | Mohammed Maitham         |
| 29 | Iraq (bandiera)    | C     | Ahmed Salah              |
| 33 | Iraq (bandiera)    | C     | Mohammed Sherzad         |
| 34 | Iraq (bandiera)    | D     | Rafid Talib              |
| 45 | Niger (bandiera)   | A     | Boubacar Djibrill Goumey |
| 50 | Iraq (bandiera)    | A     | Ahmed Abdulrazaq         |
| 56 | Brasile (bandiera) | D     | Polegar                  |

| N. |                 | Ruolo | Calciatore             |
| -- | --------------- | ----- | ---------------------- |
| 66 | Iraq (bandiera) | D     | Ali Nabil              |
| 88 | Iraq (bandiera) | D     | Hasan Khalid           |
|    | Iraq (bandiera) | P     | Ahmed Shaker           |
|    | Iraq (bandiera) | D     | Mujtaba Saleh          |
|    | Iraq (bandiera) | D     | Hussein Fahim          |
|    | Iraq (bandiera) | C     | Mohammed Emad Mohammed |
|    | Iraq (bandiera) | C     | Mukhalad Sabahan       |
|    | Iraq (bandiera) | C     | Yousef Ayad            |
|    | Iraq (bandiera) | C     | Sajjad Hussein         |
|    | Iraq (bandiera) | C     | Sadeq Zamiel           |
|    | Iraq (bandiera) | C     | Ahmed Hassan           |
|    | Iraq (bandiera) | C     | Kadhem Hussein         |
|    | Iraq (bandiera) | C     | Zedan Abduljabbar      |
|    | Iraq (bandiera) | A     | Omar Jerjes            |
|    | Iraq (bandiera) | A     | Anas Malek             |
|    | Iraq (bandiera) | A     | Mohammed Mohsen        |
|    | Iraq (bandiera) | A     | Abdullah Abdulwahed    |
|    | Iraq (bandiera) | A     | Murtadha Ahmed         |

### Staff tecnico
Staff aggiornato al 29 luglio 2024.
- Haitham Shaaban - Allenatore

Consiglio amministrativo
- Thair Ahmed - Advisor

## Attività polisportiva
La società ha anche una sezione di pallacanestro, fondata nel 1965, che è tra le migliori del paese: si è laureata campione d'Iraq per ben 13 volte (1980-1981, 1981-1982, 1982-1983, 1984-1985, 1990-1991, 1991-1992, 1996-1997, 1999-2000, 2000-2001, 2001-2002, 2004-2005, 2007-2008, 2015-2016), record. I colori sociali della squadra sono il bianco e il rosso.